# أوبوالثام (إنجلترا)
أبوالثام (بالإنجليزية: Upwaltham) هي مستوطنة وأبرشية مدنية تقع في ساوث داونز، في منطقة تشيتشستر بمقاطعة ويست ساسكس في إنجلترا. تحيط بها كنيسة أبرشية، والتي تقع على بعد حوالي 5 أميال (8 كيلومترات) جنوب غرب بيتوورث.
الأبرشية تمتد لمسافة تقدر بحوالي (4.4 كيلومتر) من الشمال إلى الجنوب، وتصل عرضها إلى ما يصل إلى (2 كيلومتر) من الشرق إلى الغرب، وتمتلك مساحة تبلغ 494 هكتارًا (1,220 فدانًا). الجزء الشمالي من الأبرشية يشمل جزءًا من جبل نورث داون، وهو تل يصل ارتفاعه إلى 830 قدمًا (253 مترًا).
سجل تعداد عام 2001 عدد سكان الأبرشية بواقع 25 شخصًا، يعيشون في 10 أسر. تقع أوبوالثام في وادٍ جاف، وحول كنيسة الأبرشية، هناك مزرعتان ومنزلان صغيران. حاليًا، تحُولت مخازن إحدى المزارع (وهي مزرعة أبوالثام هاوس) إلى مكان لعقد المؤتمرات والحفلات الزفاف. 
تقع عدة منازل في منطقة بينجيز على بعد حوالي ميل واحد (1.6 كيلومتر) جنوبًا من الكنيسة، حيثُ تغادر الطريق (A285) باتجاه تشيتشستر الوادي. وتمتد الأبرشية جنوبًا من بينجيز، حتى مزرعة جاكدين.

## النقل العام
الخط رقم 99 لشركة الحافلات "كومباس"، الذي يربط بين بيتورث وتشيتشستر، يخدم منطقة أبوالثام على مدى ستة أيام في الأسبوع، ابتداءً من الاثنين وحتى السبت. لا تتوفر خدمة في المساء أو يوم الأحد أو أيام العطل الرسمية.

## التاريخ
تتضمن بقايا ما قبل التاريخ في هذه الأبرشية مجموعة من عربات اليد المستديرة التي تعود إلى العصر البرونزي والتي عُثر عليها في منطقة والثام داون شمال الأبرشية. كما يمكن العثور على تقاطع السدود في تل أبوالثام أيضًا خلال الفترة الزمنية للعصر البرونزي الأوسط.
"والثام" هو اسم مكان إنجليزي شائع، ينبع من الإنجليزية القديمة "ويلد"، معناها "الغابة"، و"هام"، معناها "المرج" أو "المرعى". وتشير البادئة إلى أنها ترتفع عن المستوطنة المجاورة.
منذ العصور الوسطى وما بعدها، كانت أبوالثام جزءًا من مئة بوكسجروف في تقسيمات إدارية منطقة تشيتشستر. وفي سجل يوم القيامة لعام 1086، سُجل وجود 11 أسرة في المنطقة، بما في ذلك عبد واحد. وكانت الموارد المتاحة تتضمن الغابات والأراضي المخصصة للزراعة ورعي الخنازير. كان هناك قصران : أحدهما من ستة جلود والآخر من أربعة.
في مزرعة الكنيسة، غرب كنيسة الرعية، توجد حظيرة تعود إلى القرن السابع عشر. فهو مبنى ذو إطار خشبي بحجم كوين وجدران مغطاة بألواح الطقس وسقف من القرميد.

## كنيسة الرعية

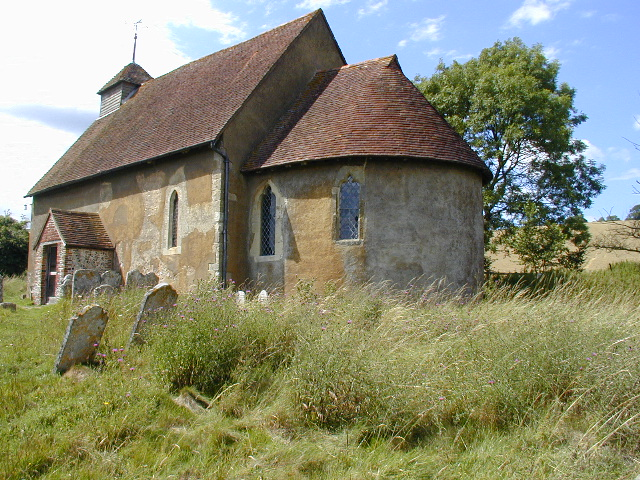
إطار خشبي من القرن السابع عشر داخل حظيرة مزرعة الكنيسة.

كنيسة سانت ماري ذا فيرجن في كنيسة إنجلترا هي الآن جزءًا من شراكة تجمعها مع كنيسة آل هالوز في تيلينغتون.
يعود تاريخ بناء الكنيسة إلى القرن الثاني عشر، ويُعرف بالطراز النورماندي. بُني من الحجر والصخور النارية، وتبلغ سماكة الجدران حوالي 3 أقدام (0.9 متر). الجامتين والمغسلة هما من الطراز النورماندي أيضًا. الجامة بسيطة، ولكن يبدو أن المغسلة تم صنعها من عاصمة نورمانية معاد استخدامها. المذبح عبارة عن حنية مرتبطة بصحن الكنيسة بواسطة قوس مدبب من القرن الثالث عشر. تعود بعض النوافذ  القوس الخاص بالباب الجنوبي والعديد من العناصر في الكنيسة تعود إلى القرن الرابع عشر. أما الرواق وبلاط الأرض فتمت تجديدهما في القرن التاسع عشر. الكنيسة تعتبر مبنى ذا قيمة تاريخية عالية وصُنف كمبنى من الفئة الأولى.

## حوادث جوية
كان هناك حادثان جويان ملحوظان على الأقل في المنطقة؛في عام (1944) تحطمت طائرة تابعة لسلاح الجو الملكي البريطاني أفرو لانكستر في والثام داون، وفي عام (1945) تحطمت طائرة دوغلاس سي-47 سكاي ترين التابعة للقوات الجوية الأمريكية في أوبوالثام هيل. أما في عام (1949) تحطمت طائرتان تابعتان لسلاح الجو الملكي البريطاني جلوستر في المنطقة، ومن المحتمل أن يكون أحدهما في أبرشية أوبوالثام.

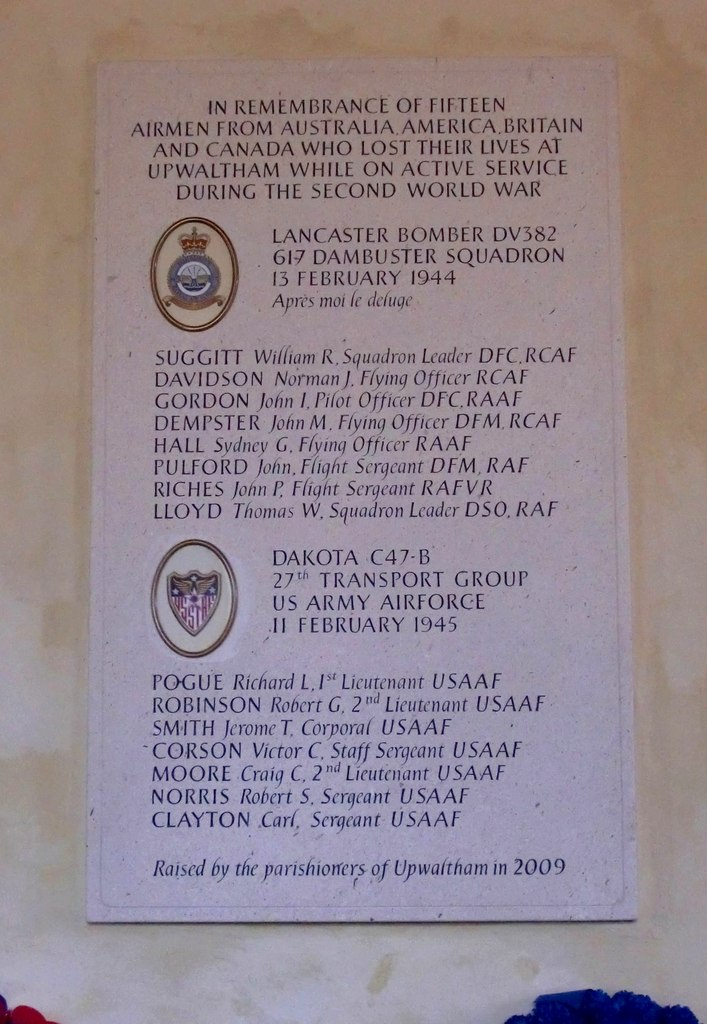
لوحة تذكارية في كنيسة رعية القديسة مريم العذراء.

الطائرة لانكاستر كانت تابعة للسرب 617 في قاعدة القوات الجوية الملكية ري.إ.إف. وودهول سبا في لينكولنشير.في 12 فبراير 1944، هبطت في مرفأ الطائرات البحري البريطاني في فورد أثناء عودتها من مهمة، وفي صباح 13 فبراير أقلعت للعودة إلى وودهول سبا. كان هناك ضباب منخفض ورؤية ضعيفة. اصطدمت اللانكاستر بالأشجار في منطقة والثام داون، وانشطرت وإندلعت فيها النيران.
تُوفي سبع من بين الطيارين الثمانية الذين كانوا على متن الطائرة. قام عمال المزرعة المحليين بإنقاذ الطيار من داخل قمرة القيادة، ولكنه كان مصابًا بحروق خطيرة وتوفي بعد يومين في مستشفى سانت ريتشارد في تشيتشستر. كان الطيار واثنان من أفراد الطاقم الآخرين من سلاح الجو الملكي الكندي. وكان اثنان آخران من أفراد الطاقم من سلاح الجو الملكي الأسترالي.
الطائرة الجوية "سكايترين" كانت تتبع القوة النقل الجوي الـ27. في 11 فبراير 1945، كانت في رحلة جوية من مطار باريس لو بورجيه إلى قاعدة القوات الجوية الملكية في جروف ببركشير. عبرت الطائرة السوسيكس الساحل حوالي الساعة 11:25 صباحًا بارتفاع يتراوح بين 300 إلى 400 قدم (ما يعادل 91 إلى 122 مترًا) فقط. كانت الأحوال الجوية تتدهور، والرؤية انخفضت إلى 25 ياردة (ما يعادل 23 مترًا)، وقد لاحظت الطاقم قد لا يكونوا قد أدركوا أنهم لم يعدوا فوق البحر. اصطدم الجناح الأيسر للطائرة بأشجار على تلة أبوالثام وتمزق. يبدو أن الطائرة قد قامت بحركة دوّامة قبل أن تتمزق. لقي كل الركاب السبعة حتفهم في الحادث.
في 25 نوفمبر 1949، تحطمت طائرتان من طراز جلوستر ميتيور (MK IV) تابعتين للسرب 43 في قاعدة القوات الجوية الملكية تانجمير على جبال ساوث داونز، مما أسفر عن وفاة الطيارين. تشير بعض التقارير إلى أن إحدى هذه الطائرات تحطمت في أبرشية أبوالثام.
في عام 2009، تم الكشف عن لوحة حجرية محفورة في كنيسة سانت ماري ذا فيرجن في أبرشية أبوالثام لتخليد ذكرى 15 من طياري اللانكاستر والسكايترين الذين قضوا في حوادث تحطمهم. 

## معرض الصور

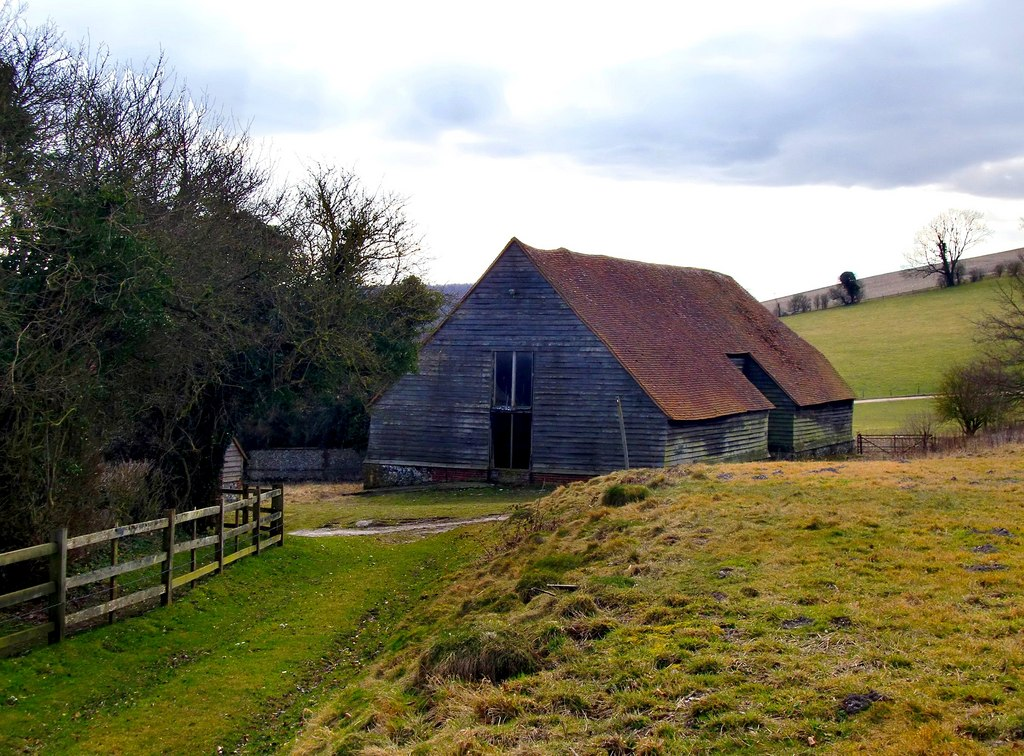
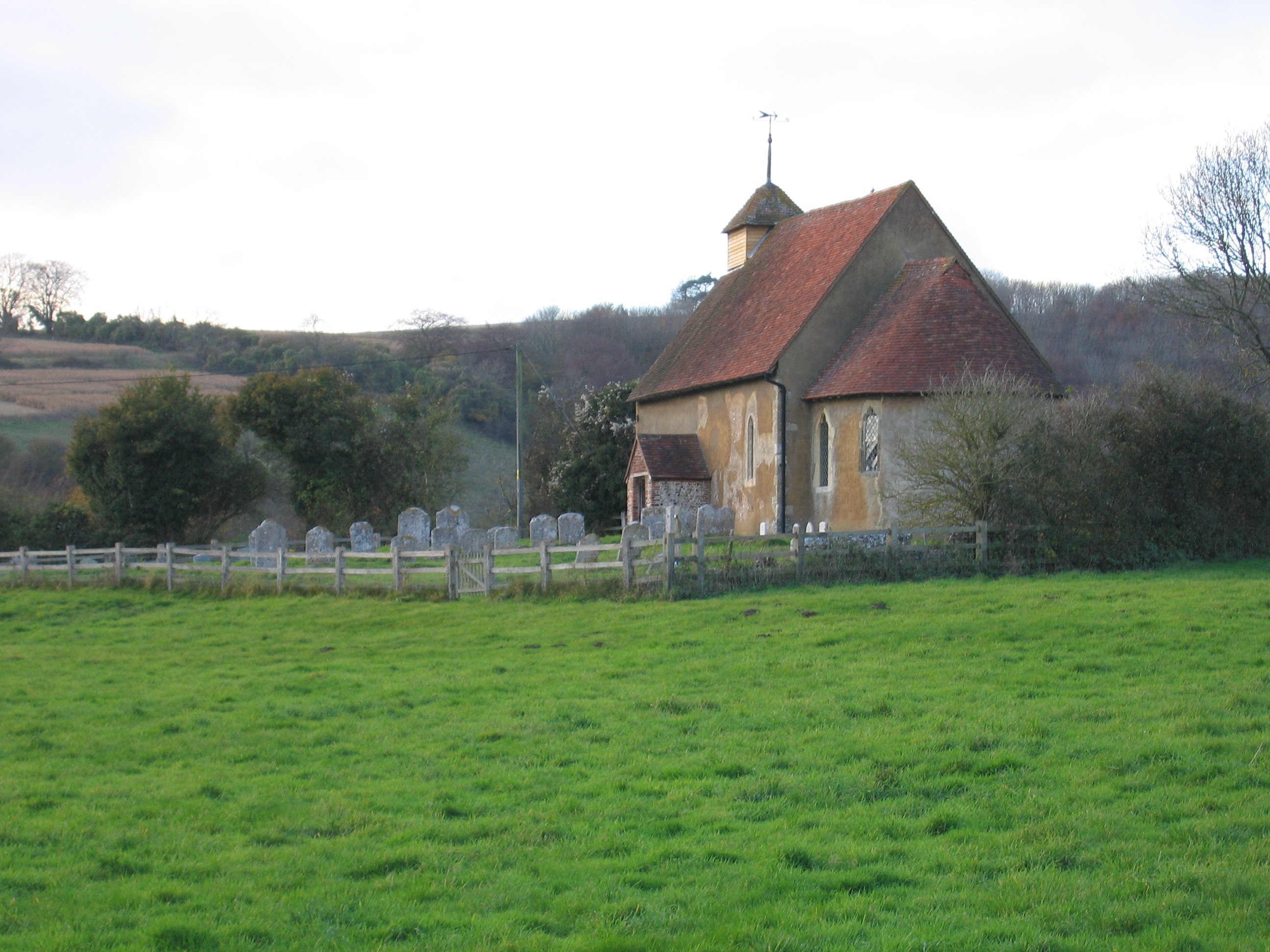
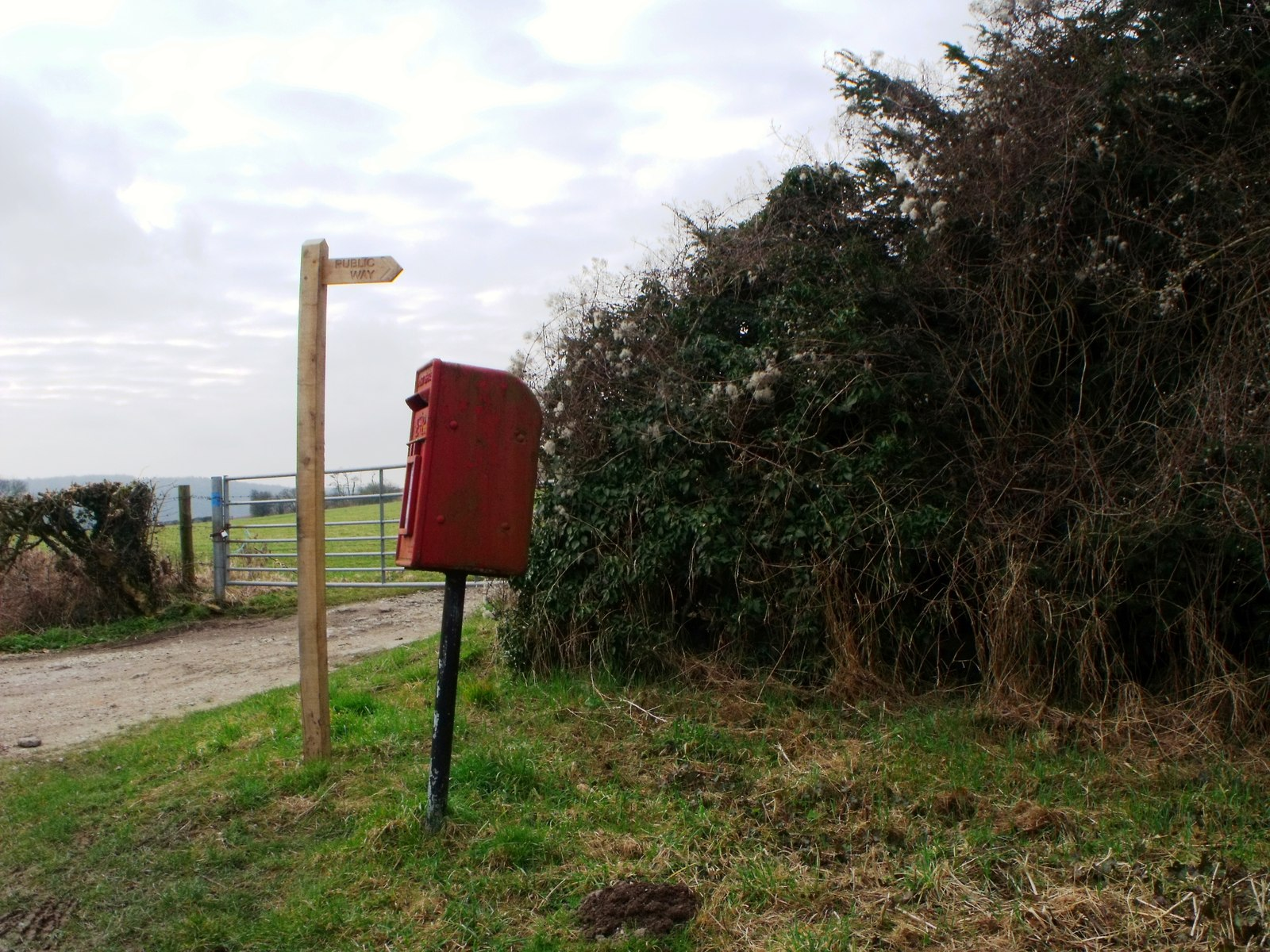
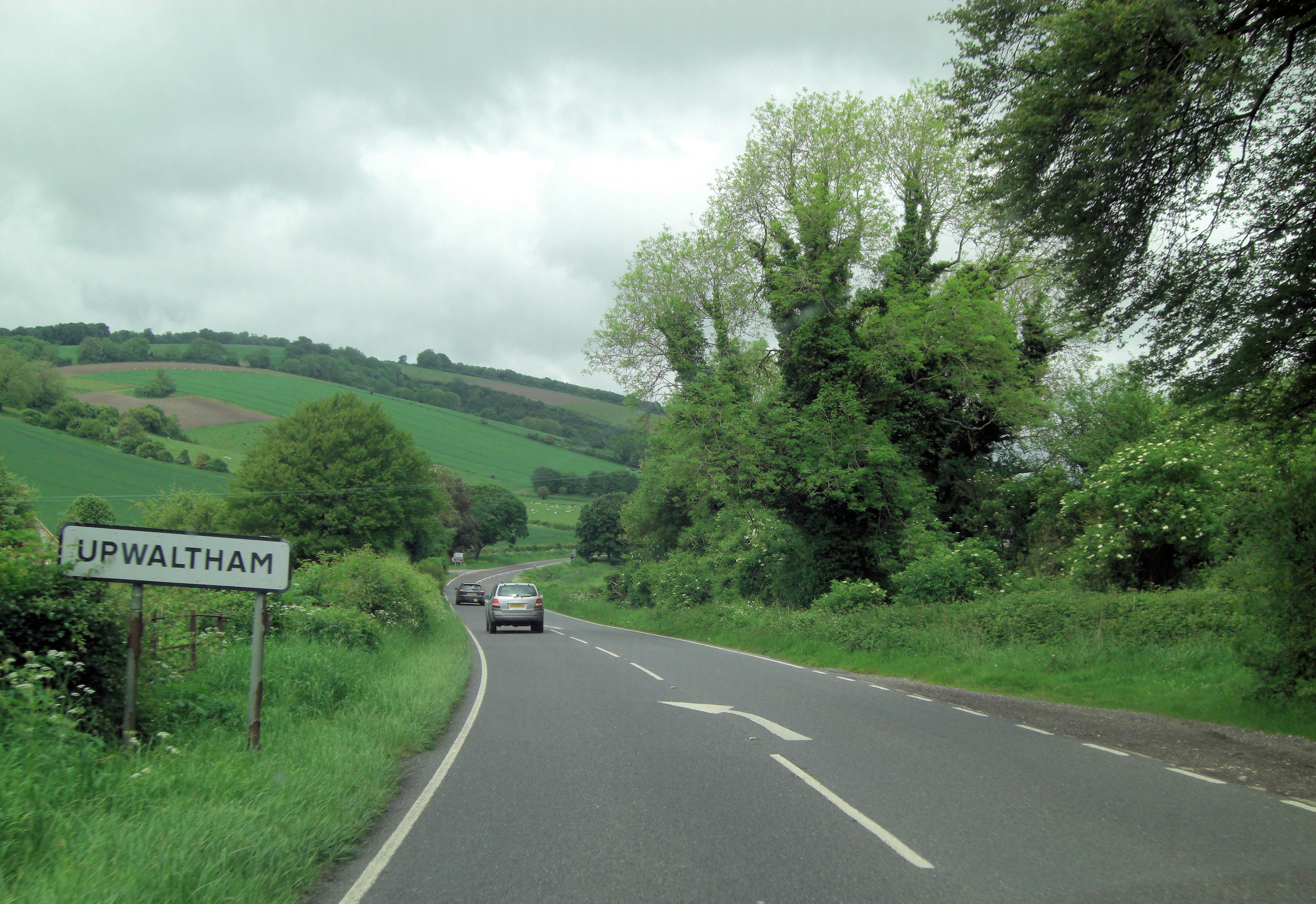
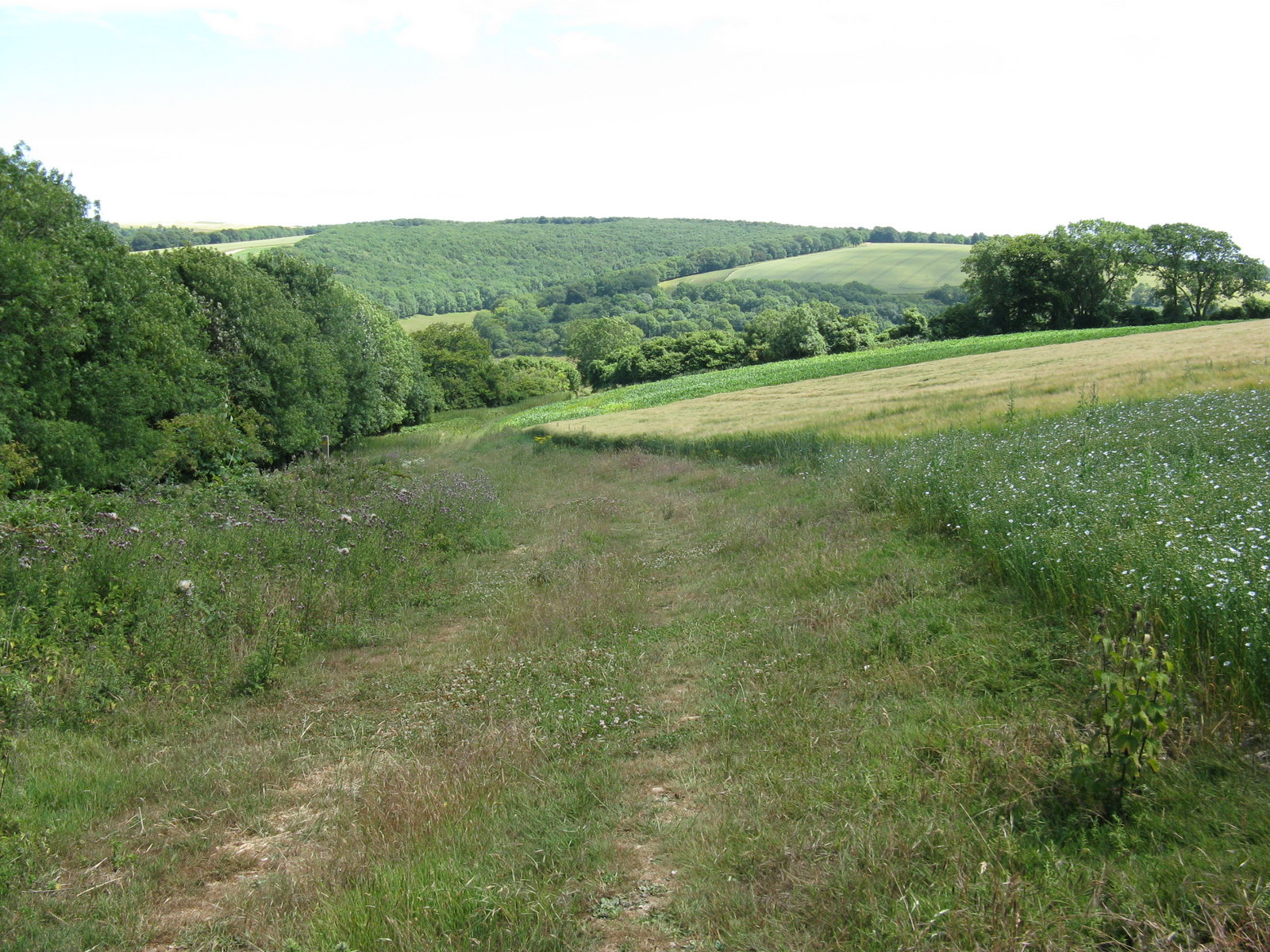
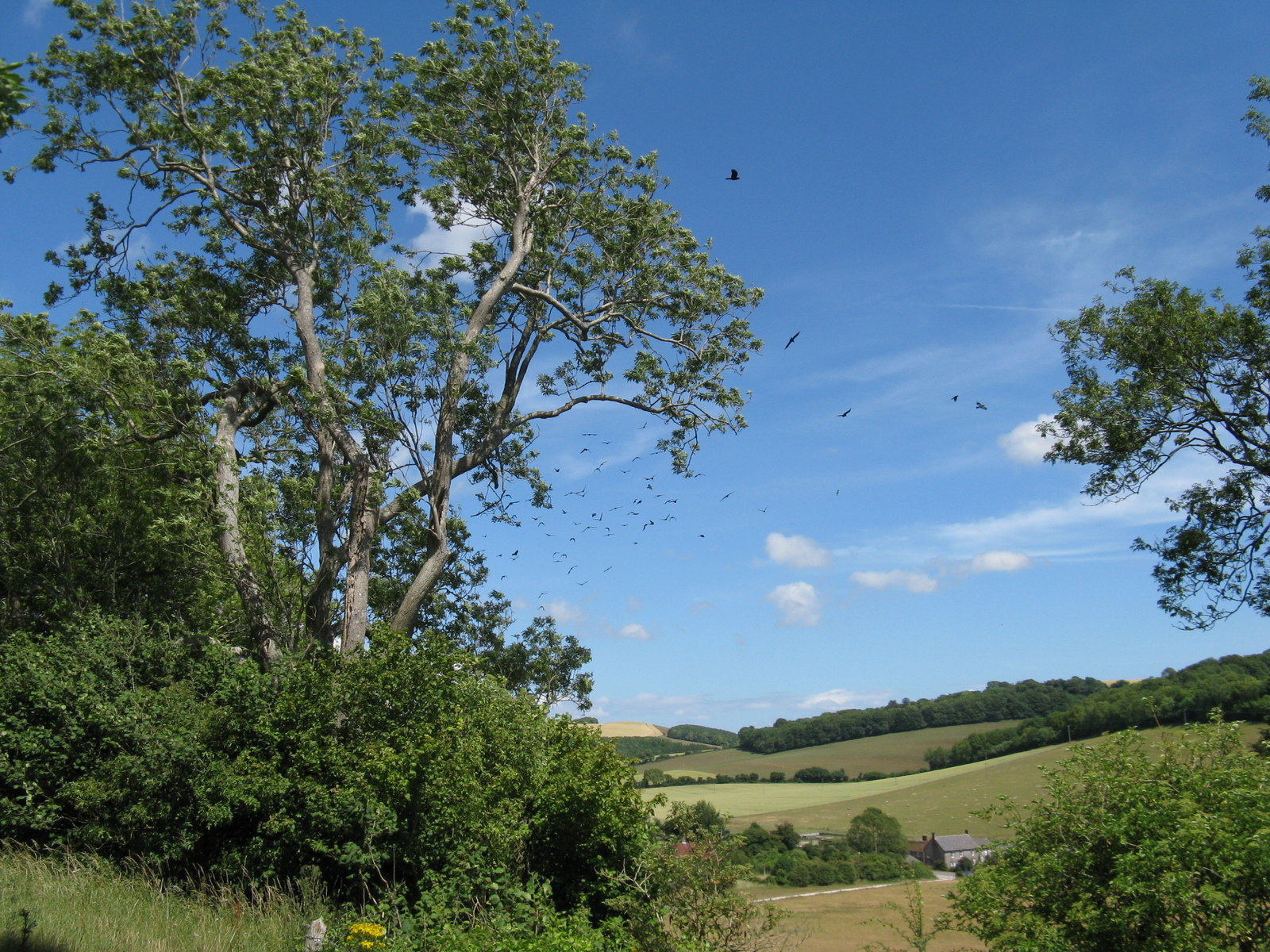
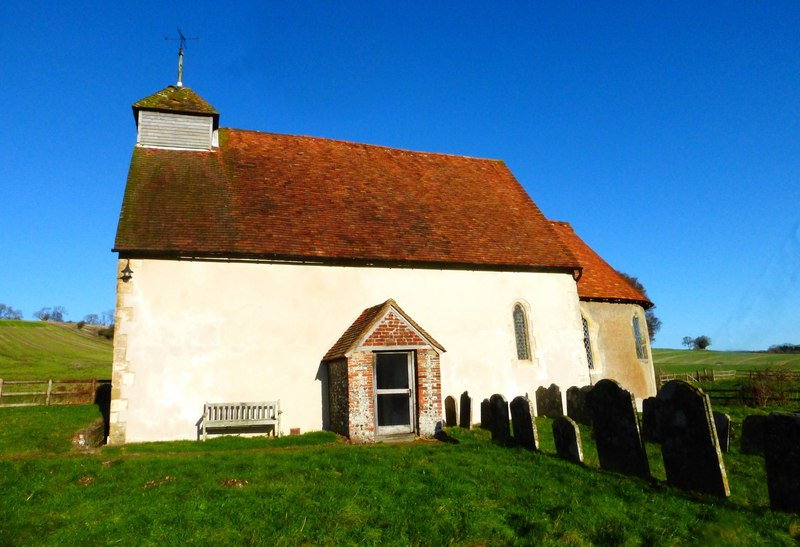
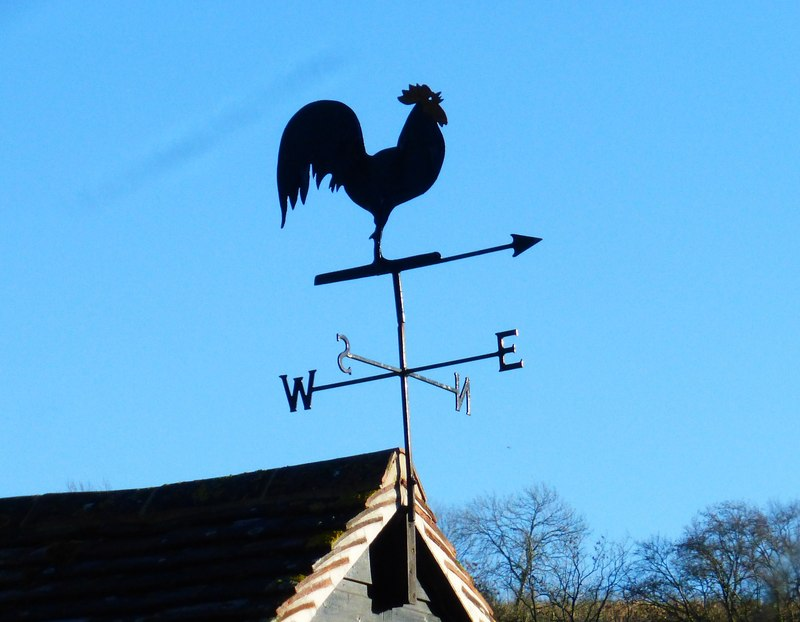
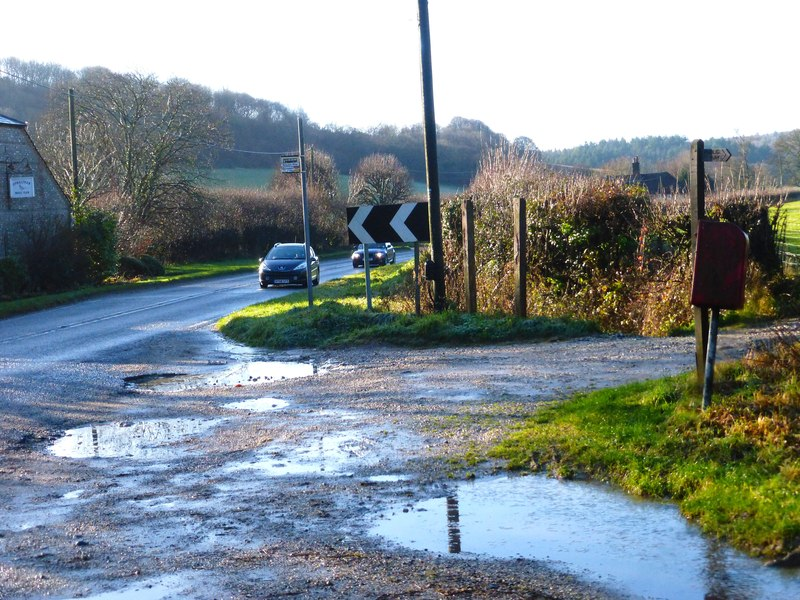
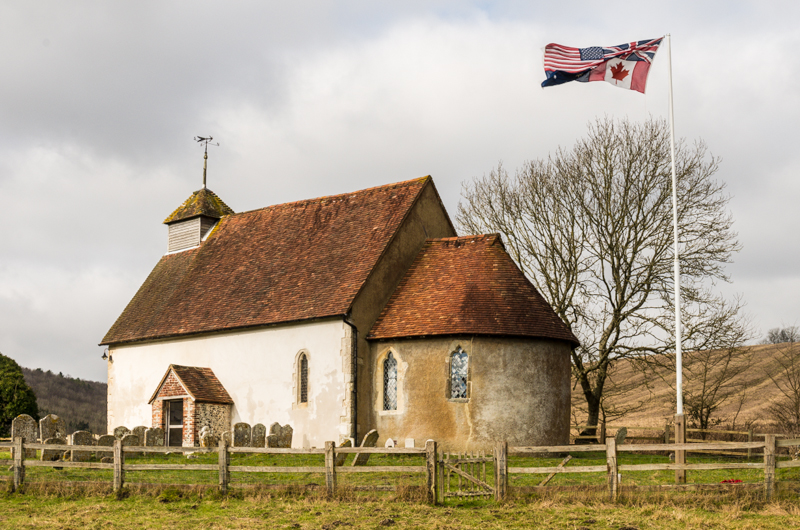
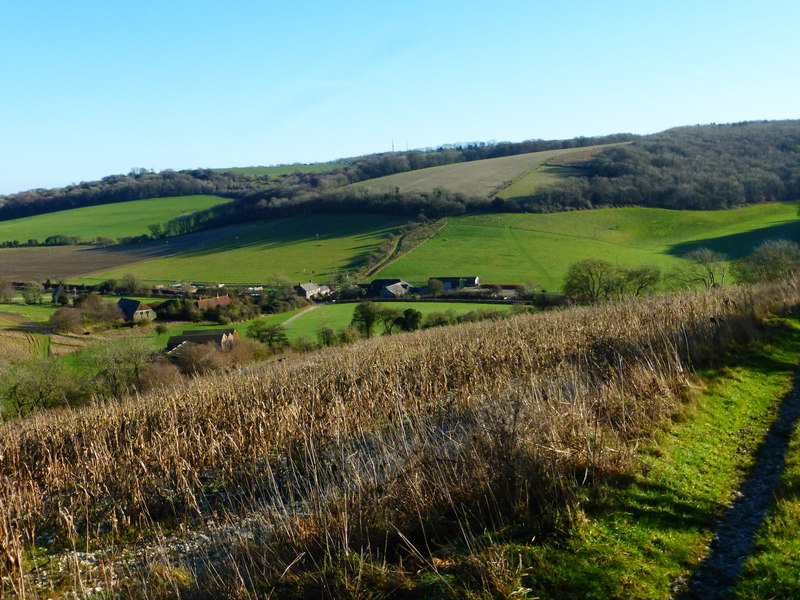
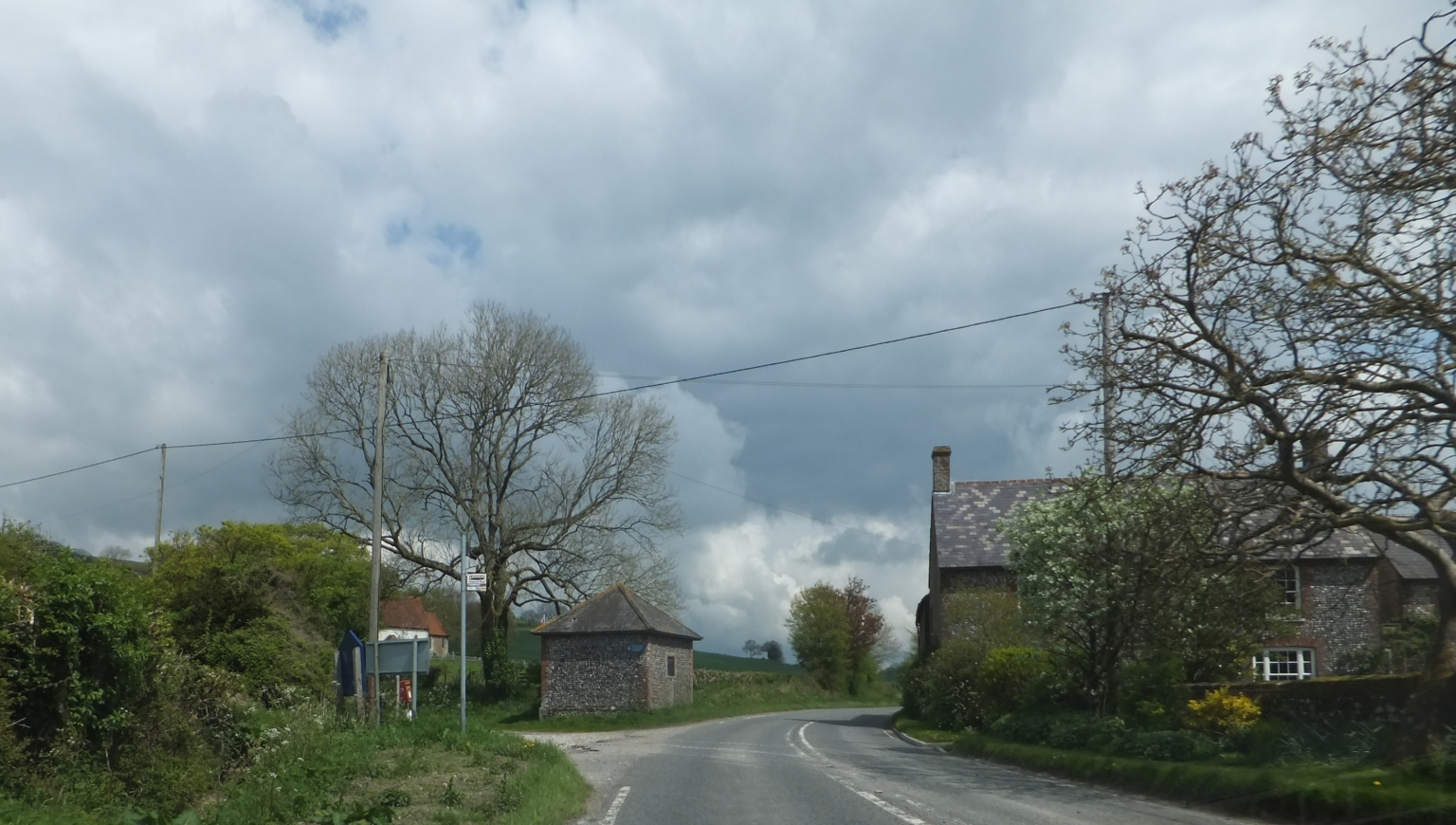